# RAB42
RAB42 (англ. RAB42, member RAS oncogene family) – білок, який кодується однойменним геном, розташованим у людей на 1-й хромосомі. Довжина поліпептидного ланцюга білка становить 105 амінокислот, а молекулярна маса — 11 364.
| 10         |  | 20         |  | 30         |  | 40         |  | 50         |
| ---------- |  | ---------- |  | ---------- |  | ---------- |  | ---------- |
| MATQGPDKVI |  | FLLVGHKSDL |  | QSTRCVSAQE |  | AEELAASLGM |  | AFVETSVKNN |
| CNVDLAFDTL |  | ADAIQQALQQ |  | GDIKLEEGWG |  | GVRLIHKTQI |  | PRSPSRKQHS |
| GPCQC      |  |            |  |            |  |            |  |            |

A: Аланін

C: Цистеїн

D: Аспарагінова кислота

E: Глутамінова кислота

F: Фенілаланін

G: Гліцин

H: Гістидин

I: Ізолейцин

K: Лізин

L: Лейцин

M: Метіонін

N: Аспарагін

P: Пролін

Q: Глутамін

R: Аргінін

S: Серин

T: Треонін

V: Валін

Білок має сайт для зв'язування з нуклеотидами, ГТФ. 
Локалізований у мембрані.